# SOR EBN 10,5
SOR EBN 10,5 je elektrobus českého výrobce SOR Libchavy vyráběný od roku 2010 do roku 2014. Jeho vývoj byl zahájen na přelomu let 2008 a 2009, dodavatelem elektrické výzbroje je firma Cegelec, která dále využívá subdodavatele. Ve výrobě byl nahrazen typem SOR EBN 11.

## Konstrukce
Elektrobus vychází z městského autobusu SOR BN 12, z kterého převzal podvozek zkrácený o přibližně 1,5 m zadního převisu. Vozidlo má dvě nápravy a troje dveře, jeho délka činí 10 370 mm a šířka 2 525 mm. Baterie vozu (celkem 180 lithium-iontových článků o celkové kapacitě 300 Ah) vydrží až 110 až 180 kilometrů jízdy a dobíjí se ze sítě o napětí 400 voltů. Akumulátor vozu je možné dobít plným cyklem za 8 hodin, či zkráceným tzv. „rychlonabíjením“ za 4 hodiny. Donabití vozu může trvat i kratší dobu a je možno jej provádět i v obratištích.
Pohonná jednotka je tvořena elektromotorem TAM 1052C6B od firmy Pragoimex s výkonem 120 kW chlazený kapalinou. Stejný výkon i typ chlazení má trakční měnič 3× 400 V AC.

## Provoz
Prototyp elektrobusu byl poprvé představen na veletrhu Autotec & Autosalon v Brně na začátku června 2010. Po jeho ukončení přejel vlastní silou do Ostravy, kde jej převzal ostravský dopravní podnik (DPO) a označil jej číslem 5001. Po nejrůznějších zkušebních jízdách byl zařazen do provozu s cestujícími 2. srpna 2010. Dne 27. prosince 2010 vyjel poprvé s cestujícími druhý vůz s evidenčním číslem 5002, další dva elektrobusy byly DPO dodány v červnu 2011.
V prosinci 2010 byl jeden vůz EBN 10,5 dodán Tatranskému okrášľovacímu spolku, který jej v letech 2011–2014 využíval jako skibus v trase Tatranská Lomnica – Starý Smokovec – Tatranské Zruby.. Následně byl vrácen výrobci a v roce 2017 přeprodán společnosti Arriva Morava, kde je využíván jako vůz MHD Krnov. 
Ostravský prototyp byl v září 2010 zapůjčen do Vysokých Tater, na začátku října 2010 byl na dva dny zkušebně v provozu do Praze, kde byla zkoušena jeho vhodnost k nasazení v pražské městské dopravě, konkrétně při vypraveních na linkách 121 a 170. Vůz dodaný do Tater byl od května 2011 na prezentačních a zkušebních jízdách v Košicích, Prešově, Banské Bystrici, Bratislavě, Žilině, Dvoře Králové nad Labem, Vrchlabí a Praze (zde Veolia Transport Praha). Speciální vůz podporovaný firmou E.ON byl od června prezentován a zkoušen v Českých Budějovicích, Strakonicích, Táboře, Zlíně, Kroměříži, Hradci Králové, Brně a Vídni.
V rámci obnovy autobusů Dopravného podniku mesta Košice, která čítala 127 kusů zakoupených v letech 2013–2014, bylo dodáno i pět elektrobusů SOR EBN 10,5, jež byly vypravovány na nově zřízenou linku 32.
V roce 2021 byl ostravský prototyp č. 5001 kvůli technické závadě odstaven z provozu a následně byl přeřazen do sbírky historických vozidel. Počátkem roku 2022 byl odstaven z provozu i vůz č. 5002.

## Dodávky
| Současný stát | Město         | Článek | Roky dodávek | Počet vozů | Evidenční čísla při dodání | Poznámky                                                                           |
| ------------- | ------------- | ------ | ------------ | ---------- | -------------------------- | ---------------------------------------------------------------------------------- |
| Česko         | Ostrava       | článek | 2010–2011    | 4          | 5001–5004                  |                                                                                    |
| Česko         | Arriva Morava | –      | 2014–2017    | 2          | –                          |                                                                                    |
| Německo       | –             | –      | 2013         | 1          | –                          | Provozován u KVG Kassel (2013–2016) a následně u RegioInfra Gesellschaft (od 2016) |
| Slovensko     | Košice        | článek | 2014         | 5          | 6801–6805                  |                                                                                    |

## Historické vozy
- DP Ostrava (vůz ev. č. 5001)

## Galerie

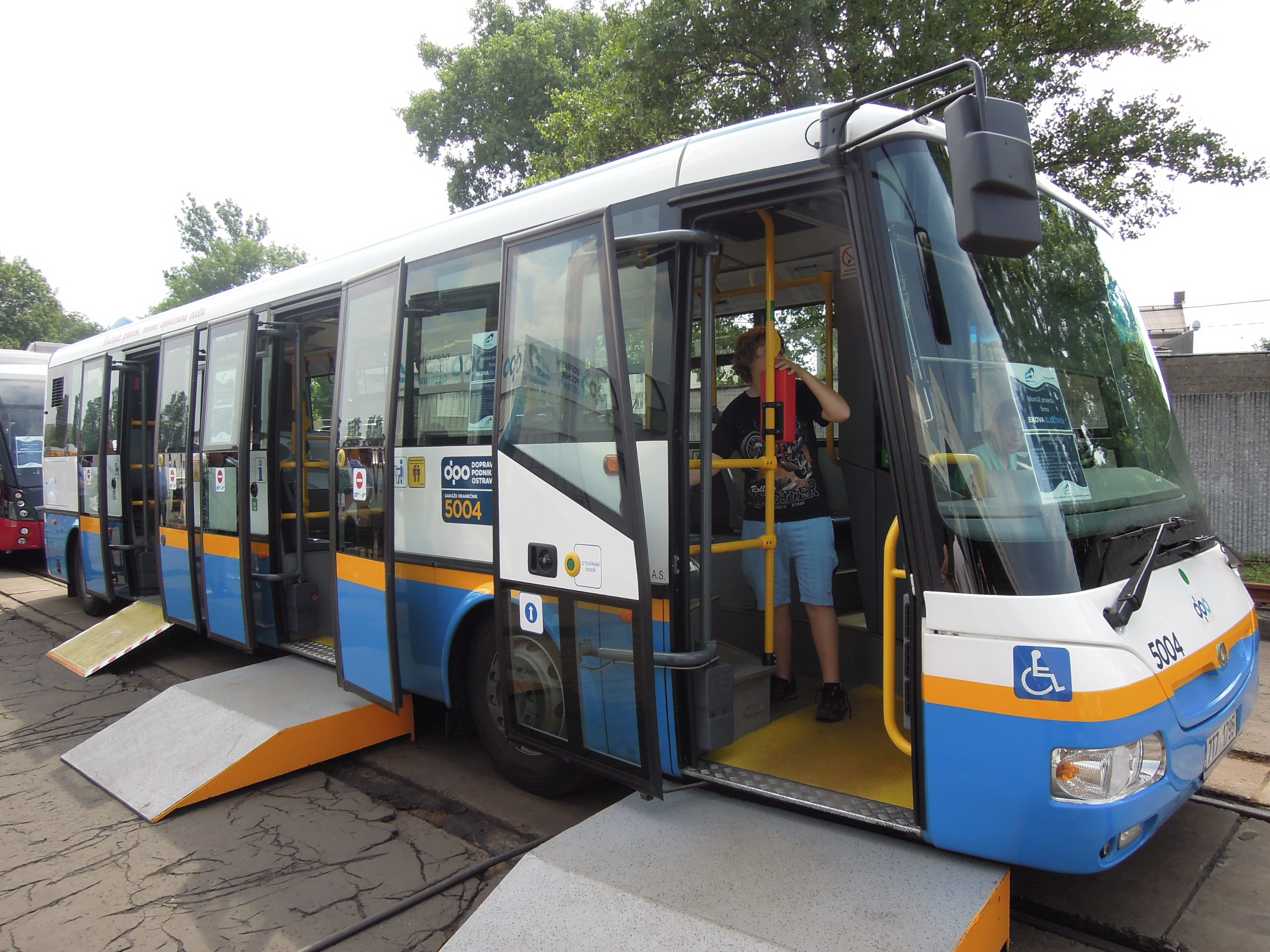
Autobus SOR EBN 10,5 Dopravního podniku Ostrava na veletrhu Czech Raildays 2012
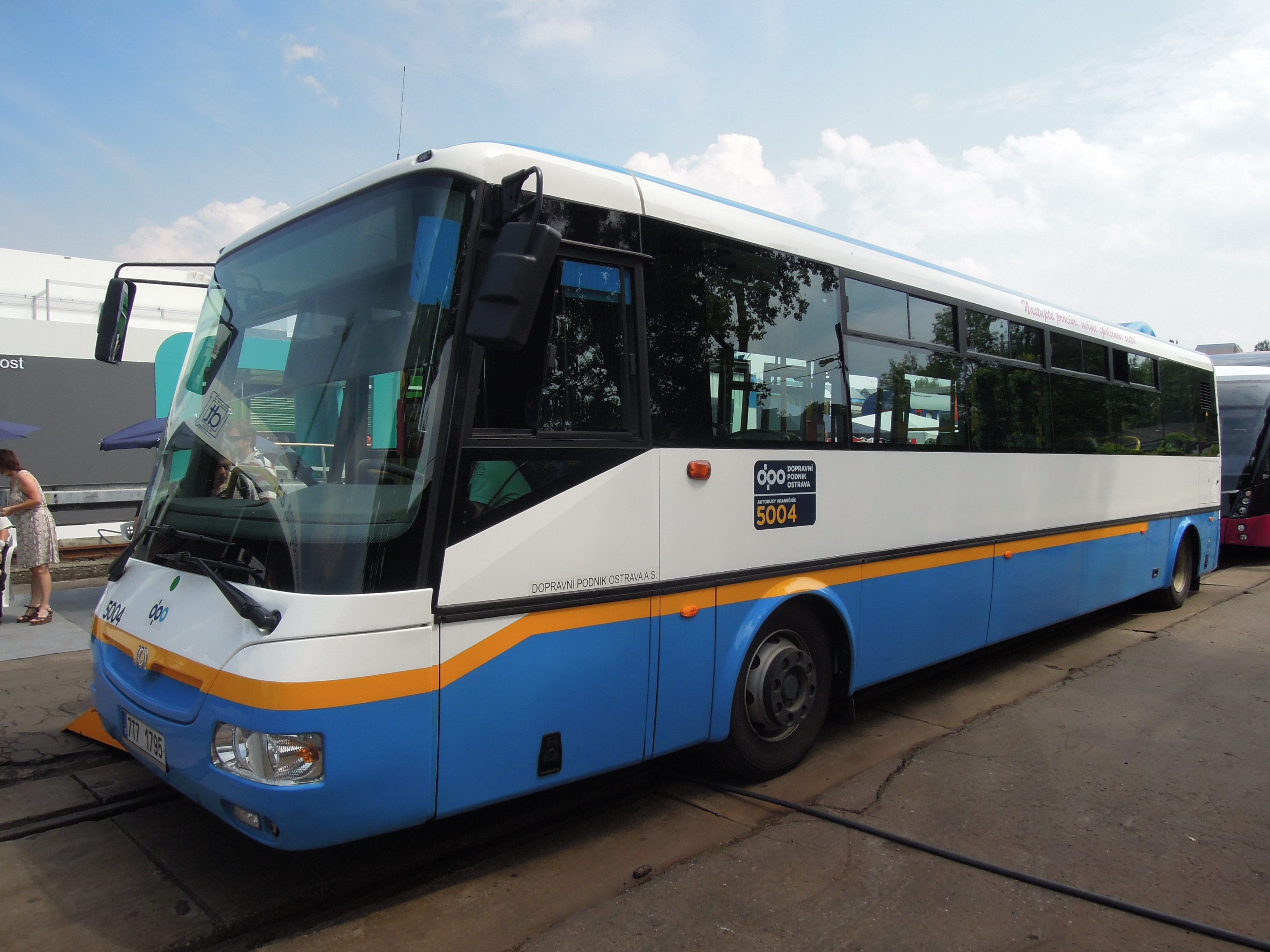
SOR EBN 10,5
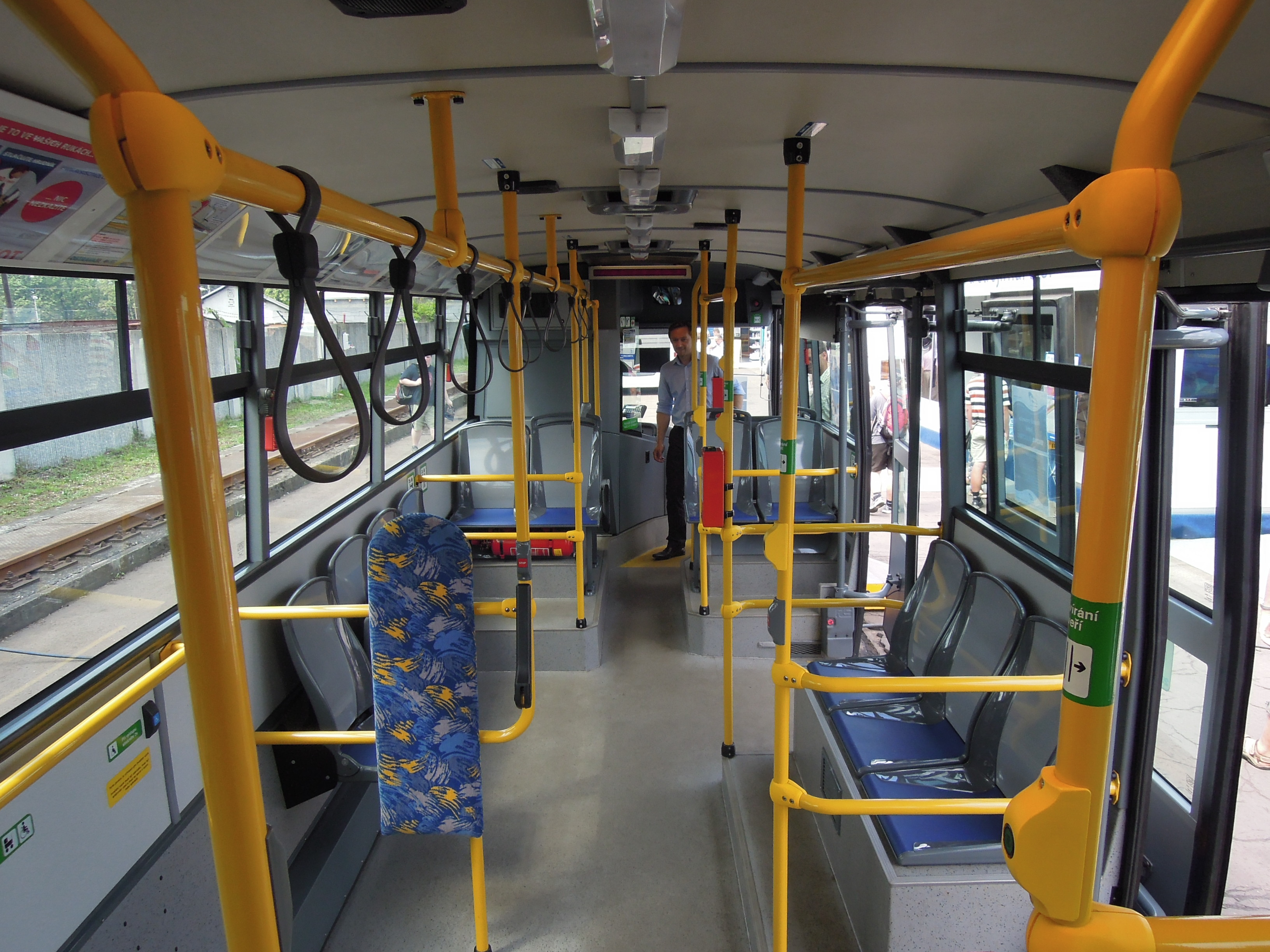
Interiér modelu SOR EBN 10,5